# Ченчики
Че́нчики, Ченці  — село в Україні, у Холминській селищній громаді Корюківського району Чернігівської області. Населення становить 3 осіб. До 2016 орган місцевого самоврядування — Холминська селищна рада.

## Географія
Село розташоване за 46 км від районного центру і залізничної станції Корюківка та за 14 км від адміністративного центру громади. Висота над рівнем моря — 145 м.

## Історія
Назва села походить від ченців, які прийшли до Шейдівського монастиря, який знаходився в селі Рудня. Місцеві жителі називали їх ченчиками звідки і виникла назва села.
У селі річка Кистер впадає в Убідь, праву притоку Десни.
12 червня 2020 року, відповідно до розпорядження Кабінету Міністрів України № 730-р «Про визначення адміністративних центрів та затвердження територій територіальних громад Чернігівської області», увійшло до складу Холминської селищної громади.
19 липня 2020 року, в результаті адміністративно-територіальної реформи та ліквідації Корюківського району, увійшло до складу новоутвореного Корюківського району Чернігівської області.